# Marco van Basten
Marcel van Basten hay được biết với cái tên là Marco van Basten (sinh ngày 31 tháng 10 năm 1964 tại Oog in Al, Utrecht) là một huấn luyện viên và cựu cầu thủ bóng đá người Hà Lan. Trước đây, ông là cầu thủ từng chơi cho Ajax Amsterdam và AC Milan trong thập niên 1980 và đầu thập niên 1990. Ông được xem là một trong những tiền đạo xuất sắc nhất mọi thời đại với thành tích 276 bàn trong một sự nghiệp bị kết thúc khá ngắn ngủi do chấn thương mắt cá. Được biết đến với sức mạnh cùng trái bóng, kĩ năng chiến thuật nhạy bén cùng những cú sút và volley xuất sắc. Van Basten đã từng 3 lần giành danh hiệu Quả Bóng Vàng (1988, 1989 và 1992) và một lần là cầu thủ xuất sắc nhất thế giới của FIFA năm 1992. Ông được bầu chọn là cầu thủ xuất sắc thứ 9 của thế kỉ 20 bởi IFFHS. Van Basten cũng được bầu ở vị trí thứ 8 trong cuộc bình bầu được tổ chức bởi tạp chí France Football do các cựu danh thủ từng dành quả bóng vàng châu Âu bình chọn cầu thủ của thế kỉ. Ông là một trong những cầu thủ xuất sắc nhất lịch sử bóng đá.

## Sự nghiệp cầu thủ
Marco van Basten bắt đầu chơi bóng khi lên 6 tuổi. Câu lạc bộ đầu tiên của ông là đội bóng địa phương, EDO. Một năm sau ông đến UVV Utrecht. Sau 10 năm chơi ở đó ông đã chuyển đến một câu lạc bộ khác là Elinkwijk. Ông chơi tại đây một thời gian ngắn trước khi chuyển tới Ajax. Ông chơi trận đầu cho Ajax vào tháng 4 năm 1982, ghi bàn trong lần đầu xuất hiện góp phần vào chiến thắng 5-0 trước NEC Nijmegen. Trận đó ông ra sân để thay cho Johan Cruijff, huyền thoại của bóng đá Hà Lan.
Trong những năm chơi cho Ajax ông ghi được rất nhiều bàn thắng và thể hiện được tài năng sáng chói của mình. Mùa bóng 1982-83 do có vua phá lưới Châu Âu, Wim Kieft, người cạnh tranh vị trí tiền đạo với anh ở câu lạc bộ nên anh chỉ ra sân 20 trận, và ghi được 9 bàn. Tuy nhiên, sau mùa bóng đó Kieft bị bán cho một câu lạc bộ ở Serie A, Pisa.
Ông trở thành vua phá lưới ở 4 mùa giải sau đó (1984, 1985, 1986 and 1987), ghi 117 bàn trong 112 trận. Đỉnh cao là ở mùa giải 1985-86 ông ghi 37 bàn trong 26 trận và ông đoạt danh hiệu Chiếc giày vàng châu Âu năm đó. Mùa giải 1986-87, van Basten ghi bàn tạo nên chiến thắng trong trận chung kết Cúp C2 gặp Lokomotive Leipzig.
Năm 1987 Silvio Berlusconi đã đưa van Basten về với A. C. Milan, và sau đó thì 2 người đồng hương là Ruud Gullit và Frank Rijkaard cũng đến đây cùng ông vào năm 1988. Trong mùa giải đầu tiên của ông, Milan đã giành scudetto đầu tiên của họ sau 8 năm nhưng van Basten chỉ ra sân 11 trận vì chấn thương mắt cá. Bất chấp những chấn thương đó, Basten đã tham gia Euro 1988 và ghi được 5 bàn trong đó có 1 hat-trick trong trận gặp Anh, 1 bàn trong trận bán kết gặp Tây Đức và một trong trận chung kết gặp Liên Xô. Ông và Gulit đã ghi 2 bàn đem lại chiến thắng 2-0 và bước lên ngôi vô địch Châu Âu. Ông cũng là vua phá lưới của giải năm đó, và đoạt luôn danh hiệu cầu thủ hay nhất châu Âu.
Sau khi giúp đội tuyển quốc gia giành cúp vô địch 1988, mùa bóng 1988-89 ông đã thi đấu ở Milano rất thành công, ghi được 19 bàn và giúp A. C. Milan giành cúp C1. Năm đó ông cũng là cầu thủ hay nhất châu Âu. Mùa giải sau đó ông lại tiếp tục cùng A. C. Milan giành được cúp C1 và cũng là vua phá lưới ở giải Serie A. Năm 1990 ông cùng Hà Lan tham dự World Cup nhưng bị loại ở vòng 2 bởi Tây Đức. Và Ở Euro 1992 đội tuyển của ông đã bị thua trước Đan Mạch ở trận bán kết sau loạt luân lưu.
Mùa giải 1992-1993 ông cùng A. C. Milan thi đấu rất thành công và trải qua chuỗi 58 trận bất bại. Van Basten chơi cực hay và lại được bầu chọn là cầu thủ hay nhất châu Âu lần thứ 3. Tuy nhiên ông lại gặp phải chấn thương mắt cá, chấn thương đã khiến ông phải nghỉ thi đấu dài. Ông quay lại thi đấu ở trận chung kết cup C1 mùa đó với Olympique de Marseille và thua. Trận chung kết đó cũng là trận cuối cùng ông thi đấu cho A. C. Milan. Với chấn thương kéo dài, khiến ông không thể thi đấu tốt được nên ông đã chấm dứt sự nghiệp thi đấu vào năm 1995.

## Sự nghiệp huấn luyện
Van Basten huấn luyện cho đội tuyển quốc gia tham dự Euro 2008. Sau giải đấu này, ông chuyển sang làm huấn luyện viên cho Ajax nhưng từ chức ngày 6 tháng 5 năm 2009, sau khi đội bóng thất bại tại UEFA Champions League.

## Danh hiệu

### Câu lạc bộ

#### Ajax Amsterdam
- Eredivisie: 1981–82, 1982–83, 1984–85[3]
- KNVB Cup: 1982–83, 1985–86, 1986–87[3]
- UEFA Cup Winners Cup: 1986–87[3]

#### Milan
- Serie A: 1987–88, 1991–92, 1992–93[4]
- Supercoppa Italiana: 1988, 1992[4]
- European Cup/UEFA Champions League: 1988–89, 1989–90[4]

### Quốc tế
- UEFA Euro: 1988[5]

### Cá nhân
1984
- Vua phá lưới Hà Lan: (28 bàn thắng)
- Chiếc giày bạc châu Âu: (28 bàn thắng)

1985
- Cầu thủ hay nhất năm của Hà Lan
- Vua phá lưới giải Hà Lan: (22 bàn thắng)

1986
- Giày vàng châu Âu: (37 bàn thắng)
- Vua phá lưới Hà Lan: (37 bàn thắng)

1987
- Onze d'Argent (giải bạc của tạp chí Onze Mondia, Pháp)
- Vua phá lưới Hà Lan: (31 bàn thắng)
- Bravo Award

1988
- Vô địch châu Âu, vua phá lưới, cầu thủ hay nhất giải: (5 bàn thắng)
- Onze d'Or (giải vàng của tạp chí Onze Mondial)
- Cầu thủ hay nhất năm do World Soccer bầu
- Quả bóng vàng châu Âu (France Football bầu)
- Cầu thủ hay nhất thế giới do bầu IFFHS

1989
- Vua phá lưới cúp C1 châu Âu: (10 bàn thắng)
- Quả bóng vàng châu Âu (France Football bầu)
- Cây ghi bàn thứ 2 ở giải Ý: (19 bàn thắng)
- Onze d'Or (giải vàng của tạp chí Onze Mondial)
- Cầu thủ hay nhất năm của UEFA
- Cầu thủ hay nhất thế giới do bầu IFFHS

1990
- Vua phá lưới giải Ý: (19 bàn thắng)
- Cầu thủ hay nhất năm của UEFA

1992
- Cầu thủ hay nhất năm do World Soccer bầu
- Onze d'Argent (giải bạc của tạp chí Onze Mondial)
- Quả bóng vàng châu Âu (France Football)
- Vua phá lưới giải Ý: (25 bàn thắng)
- Cầu thủ hay nhất năm của UEFA
- Cầu thủ hay nhất thế giới của FIFA

1993
- Cây ghi bàn thứ 2 ở cúp châu Âu: (6 bàn thắng)

2004
- Có tên trong FIFA 100